# Stenostomum revolutum
Stenostomum revolutum är en måreväxtart som beskrevs av Attila L. Borhidi. Stenostomum revolutum ingår i släktet Stenostomum och familjen måreväxter. Inga underarter finns listade i Catalogue of Life.